# Dikke kelderzwam
De dikke kelderzwam (Coniophora puteana) is een schimmel behorend tot de familie Coniophoraceae. Hij leeft saprotroof op dood hout van loof- en naaldbomen, maar ook op muren.  

## Kenmerken

### Uiterlijke kenmerken
Hij heeft een  vruchtlichaam is korstvormig en zit vast aan het substraat. Het is aanvankelijk glad, maar later onregelmatig bobbelig en vezelig oppervlak en een wit wollige rand. De diameter is maximaal 20 cm. Eerst is het vruchtlichaam zacht, vlezig en daarna wordt deze kurkachtig. Het ontwikkelt zich in de vorm van crèmekleurige platte vlekken, die in de loop der tijd via oker en olijfgroen naar donkerbruin gaan. Oudere vruchtlichamen steken met hun randen uit de grond. De rand is wit tot crèmekleurig. Hij ruikt onaangenaam en is niet eetbaar. 

### Microscopische kenmerken
De dikke kelderzwam heeft een monomitisch hyfensysteem. De hyfen zijn kleurloos, dunwandig, meestal met dwarsschotten, slechts zelden vertakkend. Ze hebben een diameter van 2 à 3 μm, sommige hebben enkele of dubbele beugels in het centrale deel, tot 11 μm in diameter, soms zeer tonvormig, tot 20 μm in diameter. Cystidia ontbreken, maar er zijn talloze steriele elementen tussen de basidia. Ze hebben een smalle spoelvorm, zijn vaak golvend of gebogen, vertakt of gelobd, dunwandig, 2-4 μm in diameter en tot 80 μm lang. Basidia zijn verdikt, licht gezwollen aan de basis, 4-sterygma, met rechte schotten aan de basis en meten 30–100 (120) × 7–9 μm. De dikke kelderzwam heeft smalle tot breed ellipsvormige basidiosporen, bleekgeel tot bruin van kleur, dikwandig met ondiepe folliculaire poriën aan de uiteinden. Ze zijn niet amyloïde of zwak amyloïde em meten 8–13 (14) × 5–8 (9) µm.

## Levenswijze
Voor zijn ontwikkeling heeft hij een relatief hoge luchtvochtigheidsgehalte van 50% tot 60% nodig. Het temperatuurbereik waarbinnen de schimmel kan groeien loopt van circa 3° C tot 38° C, waar de optimale temperatuur 23° C is.

## Verspreiding
De dikke kelderzwam komt in Nederland algemeen voor (juni - november). Hij is niet bedreigd en staat niet op de rode lijst.

## Naam
Doordat deze soort vaak opduikt op bewerkt hout in vochtige ruimtes van gebouwen, zoals kelders, heeft dit ertoe geleid dat de Nederlandse naam van dit geslacht naar de kelderruimte is vernoemd. De kelderzwam breekt het cellulose in hout af (bruinrot). Het aangetaste hout wordt bruin en valt uiteindelijk uit elkaar. Aantasting door kelderzwammen is desastreus voor houten draagconstructies van gebouwen indien er niet tijdig wordt ingegrepen.